# سرخاب الأول
سرخاب الأول (بالفارسية: سهراب) كان الحاكم الثاني لآل باوند من سنة 673 إلى 717.
كان ابن فرخزاد، أحد النبلاء البارثيين من عائلة إسباهبودان، وهي عائلة لها قصة طويلة في خدمة الساسانيين، حيث يعود أصله إلى باوي. كان لسرخاب أيضًا أربعة أشقاء هم: إسفندياذ، شهرام، بهرام، وفرخان. في عام 665، قُتل فرخزاد على يد أحد الكارينيين الذي يُدعى ولاش، والذي قام بعد ذلك بغزو مناطقه. بعد مقتل والده، فر سرخاب إلى معقل باوند في مازندران. في عام 673، انتقم سرخاب لوالده بقتل ولاش، ثم استعاد أراضي باوند المفقودة. ثم توج نفسه كإصبهباذ الباونديين في عاصمته فريم. توفي سرخاب عام 717 وخلفه ابنه مهر مردان.  